# Великие Низгорцы
Вели́кие Ни́згорцы (укр. Великі Низгірці) — село на Украине, находится в Бердичевском районе Житомирской области.
Код КОАТУУ — 1820880901. Население по переписи 2001 года составляет 879 человек. Почтовый индекс — 13352. Телефонный код — 4143. Занимает площадь 3,144 км².

## География
Село находится в 5 км к востоку от районного центра и железнодорожной станции Бердичев. Через деревню протекает река Безымянная, правый приток Гнилопяти.

## История
Вблизи Великих Низгорцев обнаружены остатки поселения трипольской культуры.
Село основано в XVII веке.
Во время Второй мировой войны против немецко-фашистских захватчиков сражались 300 жителей Великих Низгорцах, из них 155 - пали за Родину.
В боях за село и на подступах к нему более 500 воинов отдали свою жизнь за свободу и независимость Отечества. Их останки захоронены в центре села. С 1965 года на могиле Неизвестного солдата возвышается фигура воина-бойца, воина-освободителя.

## Местный совет
Великие Низгорцы — административный центр Великонизгорецкого сельского совета.
Адрес местного совета: 13352, Житомирская область, Бердичевский р-н, с. Великие Низгорцы, ул. Серватнюков, 8.